# 弘法寺 (青森県中泊町)
弘法寺（ぐぼうじ）は、青森県北津軽郡中泊町大字中里字亀山にある日蓮宗の寺院。山号は薄市山。旧本山は弘前法立寺。日蓮宗青森県下の最古刹である。伝立正大師日蓮作の大黒尊天を祀る。

## 歴史
慶長10年（1605年）実成院日光（弘前法立寺7世）が薄市村（現在の中泊町大字薄市）に創建した実成寺が起源。廷宝元年（1672年）現在地に移転し現在の寺号改めた。寛保元年（1741年）本堂と庫裡を修理し七面堂が再建され永聖跡となった。現在の本堂は大正10年（1921年）に再建されたもの。

## 伽藍
- 山門
- 本堂
- 庫裡
- 鐘楼　梵鐘は平成4年（1992年）再鋳されたもので、元のものは太平洋戦争の金属供出で失われた。
- 三十番神堂
- 七面堂

## 歴代
- 実成院日光

## 参考資料
- 日蓮宗寺院大鑑編集委員会『宗祖第七百遠忌記念出版 日蓮宗寺院大鑑』大本山池上本門寺 (1981年)
- 『中泊町史跡文化財マップ』中泊町博物館（2012年）